# 加賀佐野駅
加賀佐野駅（かがさのえき）は、かつて石川県能美郡寺井町石子（現：能美市石子町）に位置していた、北陸鉄道能美線の駅（廃駅）である。

## 歴史
1945年（昭和20年）には、小松線の鵜川遊泉寺駅から当駅までの鉄道の延長が計画され、着工もされたが、未成のまま計画は中止となった。

### 年表
- 1925年（大正14年）3月21日：能美電気鉄道の駅として開業。
- 1939年（昭和14年）8月1日：金沢電気軌道の駅となる。
- 1967年（昭和42年）1月14日：側線を廃止[2]。無人駅化[1]。
- 1980年（昭和55年）9月14日：能美線廃止に伴い廃駅。
- 2020年（令和2年）4月1日：地元要望により旧駅から約100メートル東側に「加賀さの」バス停として名称が復活した[3]。

### 駅名に関して
佐野の集落に近いのでこの駅名（佐野）とされたが、駅の所在地は石子であり、駅前を流れる用水を境に区分が変わっていた。なお、工事施行申請時は駅名を「佐野」としていたが、開業3日前の届出で「加賀佐野」と改めていた。

## 駅構造
片面ホーム1面1線を持つ地上駅で、上下両方向から出入り可能な貨物側線を持っていた時期もあった。ホームは線路の南側に位置し、木造駅舎を設けていた。通勤通学の乗降客のほか、九谷焼を全国に発送する貨物も取り扱っていた。

## 現状
鉄道路線廃止後はサイクリングロード及び小公園として再整備されているが、駅跡を示す石碑や遺構は残っていない。

## 隣の駅
北陸鉄道
能美線
湯谷石子駅 - 加賀佐野駅 - 末信牛島駅